# الدوري الإسباني الدرجة الثانية 1974–75
دوري الدرجة الثانية الإسباني 1974–75 (بالإسبانية: Segunda División de España 1974-75)‏ هو الموسم 44 من دوري الدرجة الثانية الإسباني. أشرف على تنظيمه الاتحاد الملكي الإسباني لكرة القدم، وكان عدد الأندية المشاركة فيه 20، وفاز فيه ريال أوفييدو.